# Chucuma
Chucuma es una localidad del departamento Valle Fértil, localizada aproximadamente en el centro sur de dicha jurisdicción, a 56 km, en dirección sur, de Villa San Agustín, en el centro este de la Provincia de San Juan, Argentina.
Es una localidad donde prevalece el modo de vida rural, cuya economía se centra, en forma predominante, en una agricultura de auto consumo y la cría de ganado caprino. Hasta la década de 1950, la zona se caracterizó por una fuerte actividad minera; de esa época, todavía se encuentra el viejo trapiche, y la represa donde se acumulaba el agua necesaria para el tratamiento de los minerales extraídos.

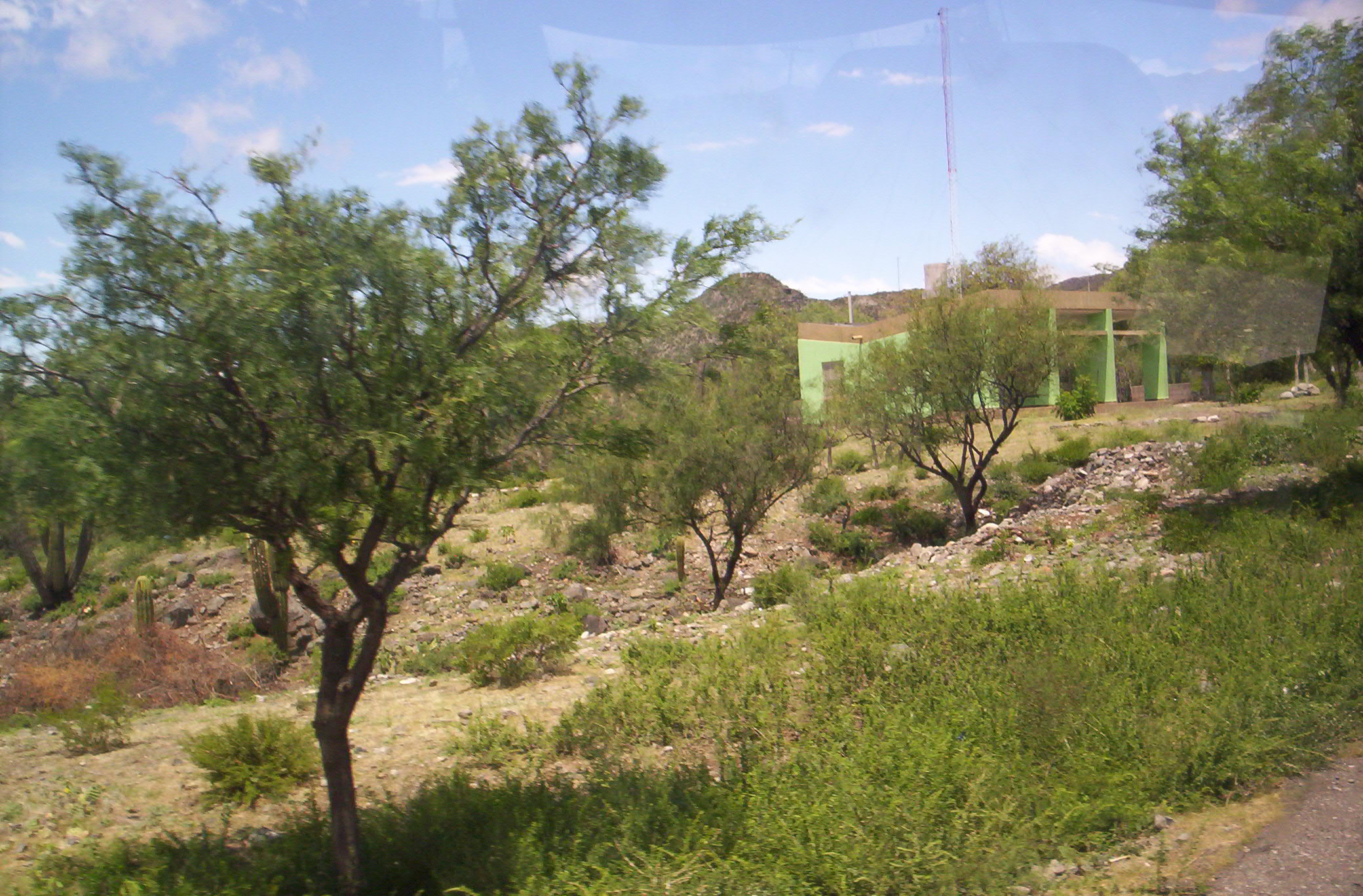
Planta potabilizadora de Chucuma.

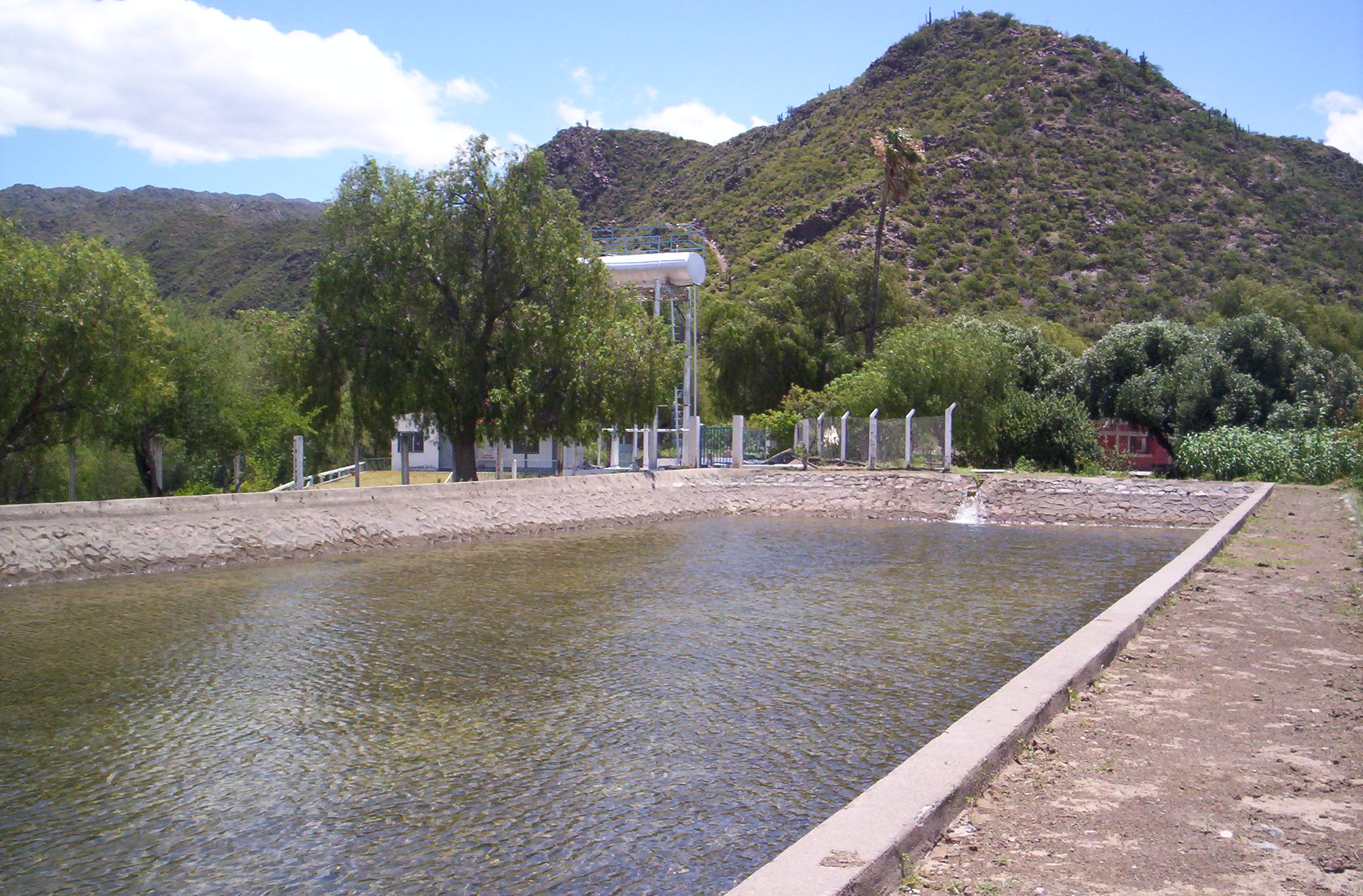
Reservorio de agua en Chucuma.

## Toponimia
Chucuma debe su nombre a la expresión quechua que significa "temblor de cabeza", en referencia al efecto que producía el probable consumo de una bebida elaborada a partir de la fermentación de  algarrobo y cactus, dos especies abundantes en la zona. La palabra "uma" significa "cabeza" en quechua.
En una obra de recopilación de nombres indígenas de la zona de Cuyo, publicada parcialmente en el año 1929, la palabra Chucuma se asocia al nombre de una estancia en la región de Valle Fértil.

## Ubicación
La pequeña localidad de Chucuma se encuentra a 193 km hacia el noreste de la Ciudad de San Juan y a 1220 km de la Ciudad de Buenos Aires. De manera similar al de otras pequeñas localidades de la región emplazadas en cercanía de ríos o arroyos, la población se ubica a la vera del río Chucuma, en el sector que al pie de la Sierra de la Huerta.
Se accede a Chucuma desde la Ruta Provincial 510.

## Población
Cuenta con 124 habitantes (Indec, 2001), lo que representa un incremento del 2,5% frente a los 121 habitantes (Indec, 1991) del censo anterior. La población está compuesta por 70 hombres y 54 mujeres.

## Sitios de interés
- Viejo trapiche: Molinos, represas y distintos elementos utilizados en la actividad minera que se inició en la zona a mediados del siglo XIX.[6]
- Petroglifos: Al pie de la Sierra de la Huerta se pueden observar vestigios de pinturas en la piedra que son indicios del poblamiento indígena de la zona.
- Capilla Virgen del Silencio-[8]
- Gruta a Nuestra Señora Del Valle y Gruta a San Cayetano.[9]

## Sismicidad
La sismicidad del área de Cuyo (centro oeste de Argentina) es frecuente y de intensidad baja, y un silencio sísmico de terremotos medios a graves cada 20 años en distintas áreas aleatorias.